# Газопереробний завод Шедгам
Газопереробний завод Шедгам – підприємство нафтогазової промисловості на сході Саудівської Аравії.
Завод спорудили в межах першого масштабного проекту розвитку саудійської газової промисловості, який також передбачав створення ГПЗ Утманія та розширення ГПЗ Беррі. Майданчик заводу знаходився на блоці Шедгам (один з блоків найбільшого в світі нафтового родовища Гавар) та мав передусім переробляти попутний газ з Шедгаму, Айн-Дару (розташований північніше ще один блок Гавару) та більшості установок сепарації нафти та газу родовища Абкайк, звідки проклали трубопровід Абкайк – Шедгам. Наприкінці 2000-х сюди також вивели газопровід Хурайс – Шедгам від газопереробного заводу Хурайс, що провадить початковий етап підготовки попутного газу родовищ групи Хурайс.
Завод, який почав роботу в 1980-му, провадить вилучення шкідливих домішок (сірководню, діоксиду вуглецю) та зріджених вуглеводневих газів (ЗВГ, гомологів метану) фракції С2+ (від етану та вище). За первісним проектом він міг приймати 39,5 млн м3 газу на добу та вилучати 450 тисяч барелів ЗВГ. Наприкінці 2010-х добова потужність по прийому становила вже 56,5 млн м3 і збирались оголосити тендер на модернізацію, яка мала довести цей показник до 67,8 млн м3.
Підготований газ спрямовується до газотранспортних коридорів Гарад – Беррі та Шедгам – Ер-Ріяд, а також на розташовану поруч ТЕС Шедгам. Фракцію С2+ переважно транспортують для подальшого розділення по трубопроводу Шедгам – Джуайма (втім, повз Шедгам також проходить газотранспортний коридор для фракції С2+ Гавія – Джуайма).
Сірководень використовується для продукування сірки. В 2005-му уклали угоду на відновлення з модернізацію п’яти модулів, кожен з яких міг продукувати 550 тон сірки на добу.
В 2005-му майданчик доповнили ТЕЦ Шедгам.